# Stefan Kwoczała
Stefan Kwoczała (ur. 15 czerwca 1934 w Kiedrzynie, zm. 7 lipca 2019 w Częstochowie) – polski żużlowiec.
W latach 1955–1961 reprezentował klub Włókniarz Częstochowa, w 1959 r. zdobywając złoty medal Drużynowych Mistrzostw Polski. W tym samym roku osiągnął największy sukces w karierze, zajmując I miejsce w rozegranym w Rybniku finale Indywidualnych Mistrzostw Polski. W latach 1958–1961 trzykrotnie uczestniczył w eliminacjach Indywidualnych Mistrzostw Świata, najlepszy rezultat osiągając w 1960 r. na Wembley, gdzie w finale światowym zajął VII miejsce. 
W 1961 r. uczestniczył w serii turniejów o „Złoty Kask”, w pierwszej eliminacji (w Bydgoszczy) zajmując IV, a w drugiej (w Rzeszowie) – III miejsce. W trzecim turnieju, rozegranym 13 maja 1961 r. w Krakowie, uległ poważnemu wypadkowi (na Kwoczałę najechał Edward Kupczyński, czego efektem było złamanie podstawy czaszki) i zakończył karierę.
Po rehabilitacji krótko był trenerem klubów Włókniarz Częstochowa i Gwardia Łódź.